# Bryopastor octogonos
Bryopastor octogonos is een mosdiertjessoort uit de familie van de Bryopastoridae. De wetenschappelijke naam van de soort is voor het eerst geldig gepubliceerd in 1999 door d'Hondt & Gordon.